# Rupit y Pruït
Rupit y Pruït o Rupit-Pruit (oficialmente y en catalán Rupit i Pruit) es un municipio español de la comarca de Osona situado al noreste de la comarca y al este de la sierra de Cabrera. Está integrado por dos núcleos urbanos: Rupit y Pruit, que fueron independientes hasta 1977. Es el penúltimo pueblo de la provincia de Barcelona en la carretera que une los municipios de Vich, capital de la comarca de Osona y Olot, capital de la comarca de La Garrocha (Gerona).

## Historia
La iglesia de San Juan de Fábregas y su castillo están documentados desde el año 968. Hacia el siglo XII surgió el pueblo de Rupit habitado por familias nobles. En 1878, la iglesia de Rupit dejó de depender de San Juan de Fábregas y en 1959 el municipio pasó a llamarse Rupit. En 1977 se unieron los municipios de Rupit y Pruit.

## Comunicaciones
El municipio está atravesado por la carretera comarcal C-153, de Vich a Olot, desde la que sendas carreteras locales permiten el acceso a los núcleos de Rupit y de Pruit.

## Economía
Tradicionalmente, la agricultura de secano (cereales, legumbres, patatas, maíz y forrajes) y la ganadería (bovino y porcino) eran las bases de la economía local. Actualmente, y debido a la peculiaridad del municipio, el turismo es la principal fuente de ingresos, con un conjunto de comercios que reciben los numerosos visitantes durante la época estival y fines de semana.

## Demografía
Rupit y Pruit cuenta con una población de 281 habitantes (INE 2024).
| Gráfica de evolución demográfica de Rupit y Pruit entre 1981 y 2021 |
| |
| Población de derecho según los censos de población del INE. Población de hecho según los censos de población del INE.Entre el censo de 1981 y el anterior, aparece este municipio porque se fusionan los municipios Pruit con Rupit. |

## Lugares de interés

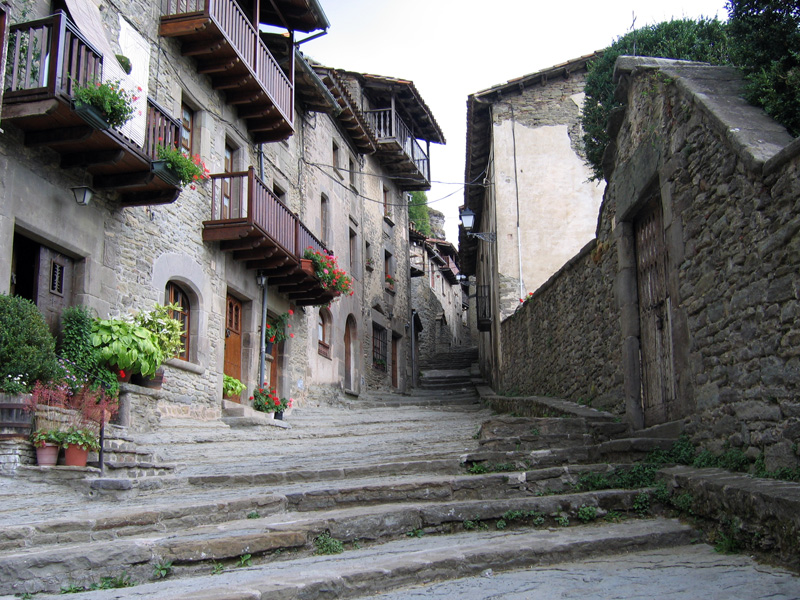
Calle del núcleo antiguo de Rupit

- Iglesia de San Juan de Fábregas, de origen románico.
- Iglesia de San Lorenzo Dosmunts, de origen románico.
- Iglesia de San Andrés de Pruit, de origen románico.
- Iglesia de San Miguel de Rupit, de origen románico.
- Santuario del Far (cerca de Rupit, pero pertenece al municipio vecino de Susqueda)
- Núcleo de Rupit, con casas de origen románico y medieval, con calles de piedra.